# Ophiocomina
Ophiocomina is een geslacht van slangsterren uit de familie van de Ophiocomidae.

## Soorten
- Ophiocomina nigra (Abildgaard, 1789)